# شركة المعادن والهندسة
{{بطاقة شركة
| اسم الشركة بالعربية = شركة المعادن والهندسة 
| الصناعة = 
- صناعة الأسلحة
- معدات ميكانيكية
- سيارات
- طيران

| المؤسس = 
| المنتجات = {{hlist|ذخيرة|سلاح ناري|مدفعية|آلات زراعية|[[سيارة]|مركبة جوية}}
| الخدمات = 
| العائدات = 1.2 billion dollar
| الدخل_التشغيلي = 
}} ميتك (اختصار لـ شركة المعادن والهندسة ) هي شركة إثيوبية يديرها الجيش الأثيوبي ،  تأسست في عام 2010. وهو أكبر مجمع عسكري صناعي في إثيوبيا ومسؤول عن إنتاج المعدات العسكرية والمنتجات المدنية. تعمل الشركة مع شركات أجنبية مثل ألستوم من فرنسا وشركة اسباير من أمريكا.

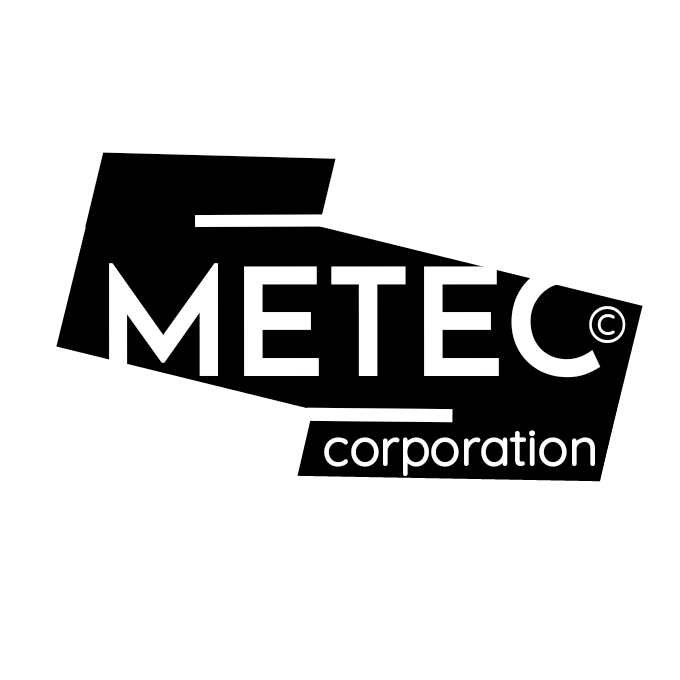
ميتِك: المجمع الصناعي العسكري الإثيوبي ودوره في المشاريع الاستراتيجية

كانت ميتك مسؤولة ذات مرة عن إنشاء مشروع سد بقيمة 4 مليارات دولار على نهر النيل ، ومن المتوقع أن يكون أكبر مشروع لتوليد الطاقة الكهرومائية في إفريقيا، ولكن تم إقصاؤه من العقد في أغسطس 2018. يلعب كينفي داغنيو، العميد في الجيش الإثيوبي والرئيس التنفيذي السابق لـها دورًا مهمًا في المنظمة. تم تكليف الشركة بتطوير سد النهضة الإثيوبي الكبير ومصنع السكر،  بالإضافة إلى مصنع جينكا لأكياس السكر. في 12 نوفمبر 2018 ، ألغيت جميع المشاريع المخصصة بسبب الفشل في الاكتمال، واعتقلت الحكومة كينف داغنو، الرئيس التنفيذي للشركة، بعد محاكمة للهروب عبر السودان ، حيث تم القبض عليه من قبل قوات الدفاع. وصل كينف داغنيو بطائرة هليكوبتر إلى أديس أبابا .

## الشركات التابعة
- صناعة الهبريت لتصنيع وبناء الآلات
- مجمع هوميشوا لهندسة الذخيرة
- مجمع غفات الهندسي
- بيشوفتوا لصناعة هندسة السيارات
- ديجين لصناعة هندسة الطيران

## وصلات خارجية
- موقع الشركة

## روابط خارجية
- الموقع الرسمي